# Муру, Жерар
Жера́р Альбе́р Муру́ (фр. Gérard Albert Mourou; род. 22 июня 1944 года) — американский и французский физик. Иностранный член Российской академии наук (2008). В 1985 году вместе с Донной Стрикленд предложил новую технику получения сверхмощных лазерных импульсов — усиление чирпированных импульсов. Лауреат Нобелевской премии по физике за 2018 год.

## Биография
В 1967 году окончил Университет Гренобля по направлению «физика». После этого работал в Политехнической школе. В 1970 году поступил в докторантуру Парижского университета. В то же время Муру некоторое время проработал в Канаде в Университете Лаваля. В 1973 году получил степень доктора философии по физике. После этого год работал в Калифорнийском университете в Сан-Диего, после чего организовал в Лаборатории прикладной оптики Высшей национальной школы передовых технологий и Политехнической школы научную группу, занимавшуюся сверхбыстрыми процессами.
В 1977 году Жерар Муру уехал в США в Рочестерский университет. Там он получил должность старшего научного сотрудника в Институте оптики. В 1988 году Муру получил должность профессора в Мичиганском университете, где основал и долгое время руководил Центром сверхбыстрой оптики, позже названный его именем.
В 2004 году Жерар Муру вернулся во Францию и возглавил Лабораторию прикладной оптики в Национальной высшей школе передовых технологий.
В 2010—2014 годах по программе грантов Правительства Российской Федерации для государственной поддержки научных исследований, проводимых под руководством ведущих ученых в российских вузах, Жерар Муру возглавлял лабораторию по изучению экстремальных световых полей в Нижегородском государственном университете.

## Научные достижения
Главными направлениями научной деятельности являются физика лазеров и нелинейная оптика.
Основные работы Жерара Муру связаны с разработкой лазерных систем, генерирующих сверхкороткие импульсы. В 1985 году им была разработана новая техника получения сверхмощных лазерных импульсов — усиление чирпированных импульсов (англ. CPA — Chirped Pulse Amplification). На данный момент эта техника является основной для получения импульсов фемтосекундной длительности. Применение этой техники также позволило значительно увеличить интенсивность генерируемых лазерных импульсов.
В 1994 году Жераром Муру экспериментально наблюдался эффект самоканалирования лазерного излучения в атмосфере, основанного на взаимной компенсации дифракционной расходимости пучка и эффекта его самофокусировки вследствие ионизации воздуха.
Является координатором панъевропейского проекта Extreme Light Infrastructure по созданию лазерной системы экзаваттного уровня мощности.
Член Национальной инженерной академии США (2002), Оптического общества Америки, Американского физического общества, Института инженеров электротехники и электроники.

## Награды
- Звание почётного профессора электрической инженерии, компьютерных наук и прикладной физики им. А. Д. Мура в Мичиганском университете (1995)
- Премия Стива Атвуда
- Премия Вуда (1995) Американского оптического общества
- Премия Сарнова Института инженеров электротехники и электроники
- Премия по квантовой электронике IEEE (2004)
- Премия Уиллиса Лэмба (2005)
- Премия Таунса (2009)[9] Американского оптического общества
- Медаль Фредерика Айвса (2016)
- Berthold Leibinger Zukunftspreis[англ.] (2016)
- Нобелевская премия по физике (2018) (1/4 премии)[3]
- Командор со звездой ордена Заслуг (2019, Венгрия)[10]